# Cratere Elizabeth
Elizabeth  è un cratere sulla superficie di Venere.